# Gulangyu

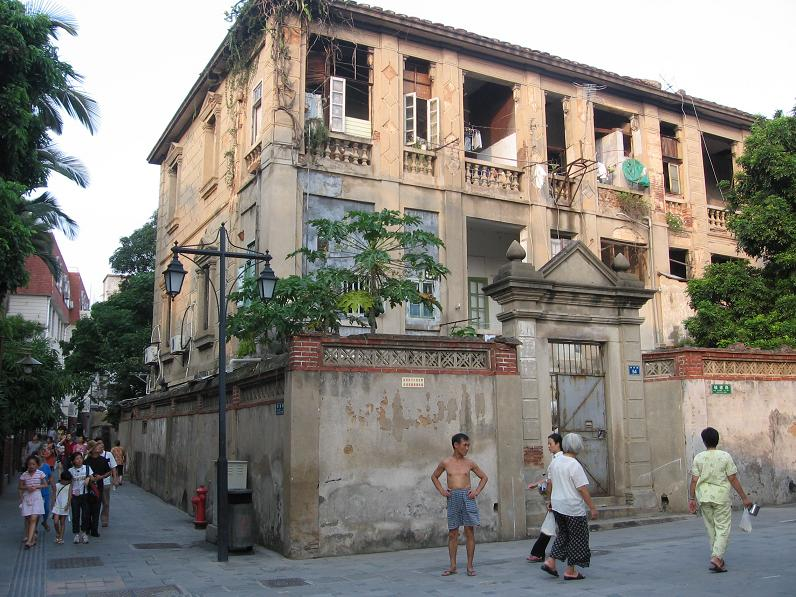

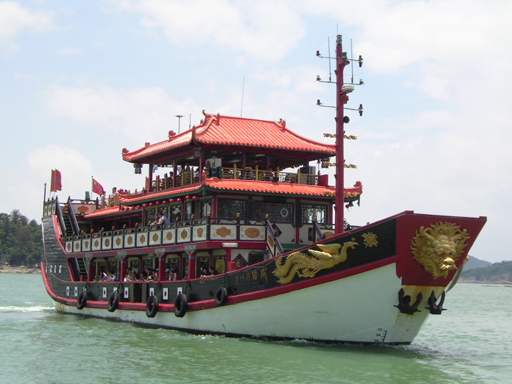
Een rondvaartboot

Gulangyu (鼓浪嶼, Kulangsu) is een klein eiland in de haven van Xiamen (Amoy), behorend bij de provincie Fujian in Zuid-China.
Het eiland staat bekend als het "piano-eiland" (of de 'stad van de piano's' (鋼琴之鄉) of 'het eiland van de muziek'). Op dit kleine eiland zijn meer dan 2000 piano's. Er is sinds het jaar 2000 ook een pianomuseum, opgericht door Hu Youyi, die geboren is op het eiland.
Op het eiland wordt het Hokkien-dialect Xiamenhua (Minnanyu) gesproken.

## Geschiedenis
Tijdens de Ming-dynastie (1368-1644) heette het eiland Yuanshazhou en waren de troepen van Koxinga op dit eiland gelegerd. Een groot beeld van Koxinga staat op een rots en kijkt uit over de zee, richting Xiamen.

### Malaria
De Schotse medicus Sir Patrick Manson (1844-1922) leefde vanaf 1871 enkele jaren op Gulangyu. Hij ontdekte het verband tussen malaria en muggen, hetgeen in 1898 bewezen werd door Sir Ronald Ross, die er in 1902 de Nobelprijs voor kreeg. Ook vond Manson enkele instrumenten uit die nog steeds door medici gebruikt worden.

### Internationale nederzetting
Na de Eerste Opiumoorlog en het Verdrag van Nanking van 1842 kwam het eiland in handen van niet-Chinezen. Vanaf ongeveer 1860 kwamen er veel Europeanen en rijke Chinezen wonen. In 1902 werd het eiland uitgeroepen tot een internationale nederzetting voor Europeanen en Aziaten. Dertien landen hadden op het eiland een consulaat, waaronder de Verenigde Staten, Nederland, Engeland, Frankrijk en Japan. Dat verklaart de victoriaanse stijl van de huizen op dit eiland. Het eiland ademt een Zuid-Europese sfeer met zijn smalle straatjes en elegante, deels in verval geraakte koloniale huizen. Sinds juli 2017 staat de stad op de Unesco-Werelderfgoedlijst.
In 1926 bezocht de Nederlandse scheepsarts en schrijver J. Slauerhoff het eiland. Hij beschreef het eiland in zijn verslagreeks 'Langs Chinese kusten' in het tijdschrift Het Indische Leven en schreef een verhaal (met een gedicht erin) over dit 'lente-eiland', dat ook de titel werd van zijn verhalenbundel: Het lente-eiland (Kau-lung-seu) (1930). 
Na de Tweede Wereldoorlog werd het eiland ingedeeld bij de stad Xiamen.

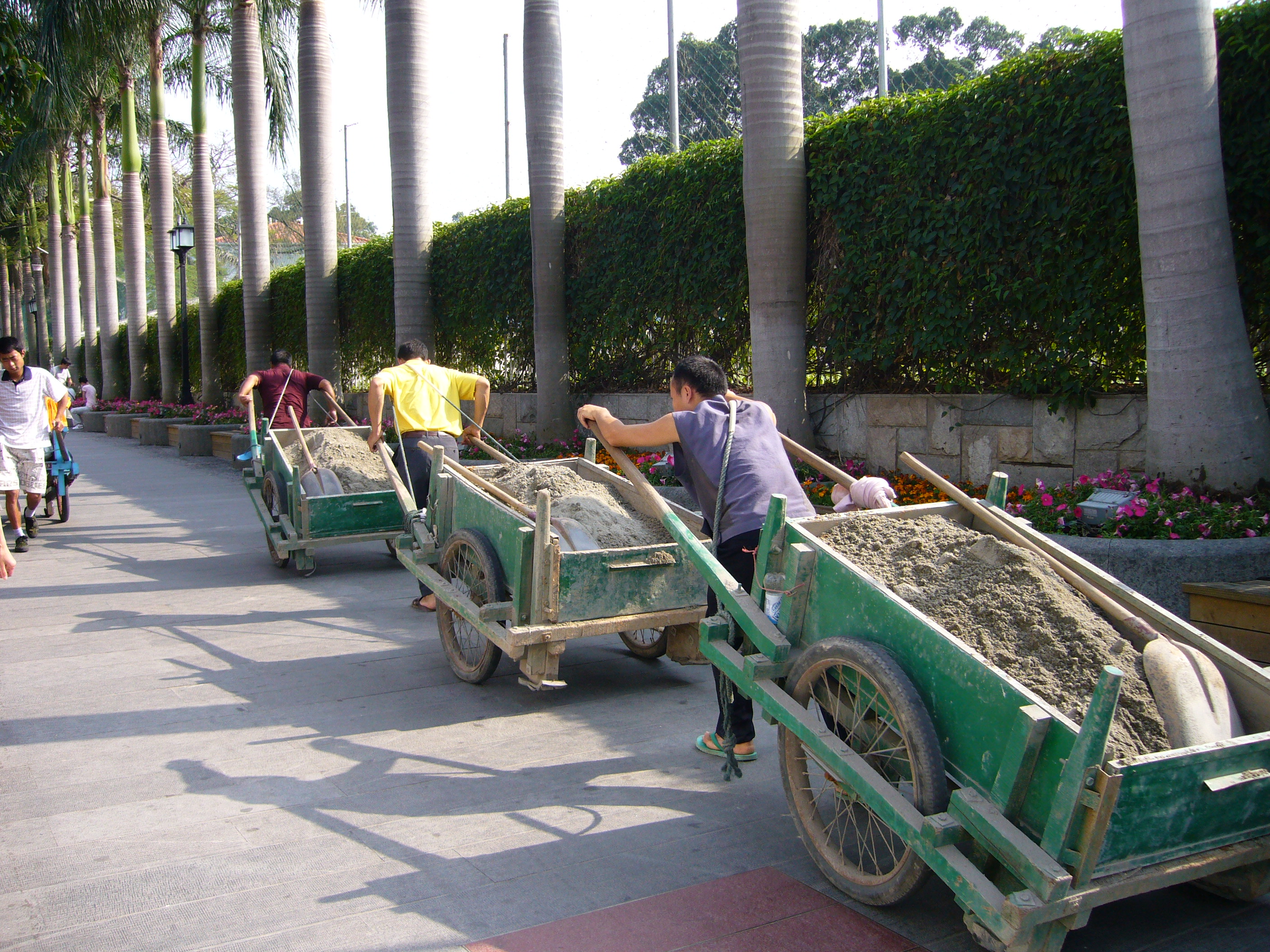

## Verkeer
Voor bewoners gaat overdag regelmatig een veerboot van Xiamen naar Gulangyu, deze oversteek duurt ongeveer 5 minuten. Anderen moeten een duurdere veerboot gebruiken die minder vaak gaat en meer dan 20 minuten over de overtocht doet.
Het verkeer op het eiland gaat te voet. Er is geen particulier autoverkeer, wel een politieauto, een brandweerwagen en een ambulance. Ook fietsen zijn niet toegestaan. Voor de toeristen zijn er enkele kleine elektrische wagentjes, die van de veerboot naar de hotels rijden. De bevolking loopt alles. Lichtere zaken worden met een bamboe-juk gedragen, grote hoeveelheden gaan per handkar evenals bouwmaterialen.

## Op Gulangyu geboren
- Lin Junqing rond 1930, Wu Tianqiu rond 1950, en Xu Feixing rond 1960, pianisten
- Lin Qiao Zhi, gynaecologe
- Ma Yuehan, medicus
- Yin Chengzong en Xu Feiping, componisten;
- Zheng Xiaoying: dirigente. Haar werd gevraagd naar Xiamen terug te keren en het eerste Chinese symfonieorkest op te richten;
- Zhou Shuan, zij werd rond 1920 de eerste vrouwelijke Chinese dirigent;

## Bezienswaardig

### Op Gulangyu
- Gu Lang Yu Piano Museum: op het eiland is sinds 2000 het enige Chinese pianomuseum
- Orgelmuseum Gulangyu: in de "Acht Diagrammen Toren" (八卦樓) is sinds 2005 de orgel-collectie ondergebracht van Hu Youyi.
- Museum gewijd aan Koxinga (1624-1662). Een groot beeld van hem staat op een rots en kijkt over de haven uit.
- Huis en graf van Lin Qiao Zhi
- een marionettentheater in een oude villa